# 不遜
| ウィキペディアには「不遜」という見出しの百科事典記事はありません（タイトルに「不遜」を含むページの一覧/「不遜」で始まるページの一覧）。 代わりにウィクショナリーのページ「不遜」が役に立つかもしれません。 |